# Boreostereaceae
Boreostereaceae är en familj av svampar. Boreostereaceae ingår i ordningen Polyporales, klassen Agaricomycetes, divisionen basidiesvampar och riket svampar.
Familjen innehåller bara släktet Veluticeps.